# Lagtingsvalget 2015
Lagtingsvalget på Færøerne 2015 afholdtes til Færøernes lagting den 1. september 2015. Lagmand Kaj Leo Johannesen udskrev lagtingsvalget den 29. juli 2015. Færingerne kunne vælge mellem syv politiske partier, som sammenlagt opstillede 169 kandidater.
Socialdemokraterne (Javnaðarflokkurin) fik valgets største fremgang på 7,3 %, hvilket gav to ekstra mandater. To andre oppositionspartier, Tjóðveldi og Nýtt Sjálvstýri, fik hver et ekstra mandat, mens det fjerde oppositionsparti Framsókn - der i meningsmålinger før valget blev spået tre eller fire mandater - ikke gik frem, men beholdt sine to pladser. Kaj Leo Johannesen satte rekord i antal personlige stemmer ved lagtingsvalget i 2011 med 1979 stemmer, men fik kun 606 denne gang. En tilbagegang på 1373 er det største fald i personlige stemmer ved et lagtingsvalg nogensinde.
Javnaðarflokkurins formand Aksel V. Johannesen slog ny rekord i antal personlige stemmer med 2405.  Næstflest stemmer hos Javnaðarflokkurin fik Sonja Jógvansdóttir, der gik til valg på at forbedre vilkårene for færinger, der lever under fattigdomsgrænsen, samt at få ændret ægteskabsloven, så homoseksuelle kan gifte sig borgerligt på linje med heteroseksuelle. Jógvansdóttir er selv erklæret lesbisk og lever samen med Annlis Bjarkhamar, der er tidligere kulturminister for Tjóðveldi. Jógvansdóttir er den første færing med erklæret anden seksuel orentering end heteroseksuel, som er blevet valgt til Lagtinget.
Ti lagtingsmedlemmer blev ikke genvalgt. De ti nyvalgte var: Edmund Joensen, Magnus Rasmussen og Magni Laksáfoss fra Sambandsflokkurin, Sonja Jógvansdóttir, Heðin Mortensen og Bjarni Hammer fra Javnaðarflokkurin, Jógvan Skorheim fra Nýtt Sjálvstýri, Magni Arge og Katrin Kallsberg fra Tjóðveldi og Hanna Jensen fra Framsókn. Flere af disse har dog tidligere siddet i lagtinget.

## Valgmåde
Hele Færøernes udgør en valgkreds med 33 mandater. Der anvendes forholdstalsvalg med en spærregrænse på 1/33. De partier eller uafhængige kandidater, der får flere stemmer end 1/33, tildeles et antal mandater svarende til deres andel af stemmerne for partier og kandidater over spærregrænsen. Personlige stemmer afgør hvilke kandidater, der bliver valgt for de enkelte partier.

## Baggrund
Færøernes borgerlige koalitionsregering under ledelse af lagmand Kaj Leo Johannesen fra Sambandspartiet havde generelt været bagefter i meningsmålingerne i anden halvdel af valgperioden. Mens Socialdemokraterne med Aksel Johannesen i spidsen i flere målinger har stået til markant fremgang. En meningsmåling 12 dage før valget viste dog, at forskellen mellem de fire store partier var blevet mindre, Sambandsflokkurin og Javnaðarflokkurin stod til at få syv mandater, mens Fólkaflokkurin og Tjóðveldi stod til at få seks mandater hver, Framsókn, der ved valget i 2011 fik to mandater, lå nu til at få fire, hvilket var uændret fra de seneste tre meningsmålinger. Midterpartiet Nýtt Sjálvstýri, der ved seneste meningsmåling ikke nåede over spærregrænsen, så nu ud til at få et mandat med 4,2 %. Miðflokkurin (Kristendemokrater) stod til at få to mandater, hvilket var uændret i forhold til valget i 2011 og alle de mellemliggende meningsmålinger. De tre nuværende regeringspartier stod til 15 mandater, og manglede således to i at få flertal. Siden meningsmålingen 6. august 2015 havde Sambandsflokkurin fået tunge navne som tidligere lagmand og folketingsmedlem Edmund Joensen og Magni Laksáfoss, der var stemmesluger ved valget i 2008, men ikke genopstillede i 2011, på listen. Nýtt Sjálvstýri havde ligeledes fået forstærkning i form af flere kendte ansigter på deres liste, bl.a. forfatteren og aktivisten Zakarias Wang, der stillede op til Folketingsvalget 2015 som løsgænger, og advokaten Bjørn á Heygum, der er tidligere lagtingsmedlem for Sambandsflokkurin.
Andelen af opstillede kvinder til var lav i forhold til de to foregående lagtingsvalg, da kun 28 % af kandidaterne var kvinder mod 72 % mænd.

### Mistillidsdagsorden
Den 4. august 2015 gav Lagtinget lagmand Kaj Leo Johannesen en næse for at lyve for tinget. Forhenværende indenrigsminister Kári P. Højgaard fik også en næse af Lagtinget og stemte i øvrigt selv for forslaget, der gjaldt både ham og lagmanden. Det er første gang nogensinde, at Lagtinget har tildelt næser, det skete efter anbefaling fra den danske ombudsmand Hans Gammeltoft Hansen, der var undersøgelsesleder i sagen om Eysturoytunnelen (færøsk: Eysturoyartunnilin). Gammeltoft-Hansen sagde bl.a. i sin konklusion: “Det må herefter konkluderes, at Lagmanden har overtrådt landsstyremandsansvarslovens § 5, stk. 2, ved forsætligt at have givet Lagtinget urigtige oplysninger om sin rolle i forbindelse med tilblivelsen og indgåelsen af kompensationsaftalen.” Eysturoytunnelen er en planlagt undersøisk tunnel, der skal skabe hurtigere forbindelse mellem Eysturoy og hovedstaden. Højgaard havde planer om, at tunnelen skulle finansieres og bygges af selskabet CIP, der forvalter 10 mia. kr. for PensionDanmark. CIP insisterede på, at aftalen skulle være hemmelig, så lagtinget fik ikke indsigt i aftalen. Indenrigsministeriet nægtede de færøske medier at få aktindsigt i sagen, men nogle få dage før aftalen skulle underskrives, lykkedes det avisen Sosialurin at få indsigt, efter at nogen havde lækket informationer. Dette førte til megen debat, og det endte med, at lagmanden trak kontrakten tilbage og fremlagde sagen for Lagtinget. Det som lagmanden havde løjet om, var hans andel i en såkaldt break-fee aftale på en million kroner med CIP (en kompensation til CIP, hvis lagtinget ikke godkendte kontrakten). Lagmanden påstod gentagne gange, at han ikke havde nogen som helst andel i aftalen og intet kendte til den. Han sagde også, at han mente, at en million i denne sammenhæng var pebernødder. Gammeltoft-Hansens undersøgelse viste imidlertid, at det ikke var rigtigt, og at det rent faktisk var lagmanden selv, der havde indgået aftalen, men at dette ikke stred imod loven. Det var derimod ulovligt, at lagmanden havde givet urigtige oplysninger til Lagtinget. Kaj Leo Johannesen har lige siden fastholdt, at han ikke løj. Indtil Gammeltoft-Hansen offentliggjorte sin dommerundersøgelse i juni 2015, fastholdt lagmanden, at han havde talt sandt men efter undersøgelsen havde stadfæstet, at det var ham, der indgik aftalen med CIP, har han i stedet hævdet, at han ikke har løjet for lagtinget, men kun har givet urigtige oplysninger, og at det at give urigtige oplysninger ikke er det samme som at lyve.
Republikanerne og Framsókn stillede den 4. august 2015 en mistillidsdagsorden, som 14 stemte for og ni imod, mens ti stemte blankt. Folkeflokkens gruppeformand Jákup Mikkelsen valgte at stemme for dagsordenen sammen med oppositionen, mens tre af lagmandens partifæller fra Sambandspartiet (inkl. næstformand Bárður Nielsen) samt syv af Folkeflokkens tingmænd, heriblandt partiformand Jørgen Niclasen, valgte at stemme blankt. Kun en af Lagtingets ni medlemmer fra Folkeflokken stemte imod forslaget, det var lagtingsformanden Jógvan á Lakjuni. Kaj Leo Johannesen fik dermed opbakning fra under halvdelen af regeringskoalitionens parlamentarikere. Da det kræver 17 stemmer at vedtage en mistillidsdagsorden i Lagtinget, kunne han dog blive siddende som lagmand og bevarede dermed retten til som den første at prøve at danne regering efter valget.

## Valgkampen
De første dage af valgkampen var præget af Gammeltoft Hansens undersøgelse af Eysturoytunnelsagen og det faktum, at lagmand Kaj Leo Johannesen samt tidligere minister Kári P. Højgaard som de første nogensinde fik tildelt næser af Lagtinget, og dernæst var det mistillidsvotummet mod lagmanden, der dominerede valgkampen. Blandt valgkampens øvrige vigtige temaer var:
Skattepolitik: Den borgerlige regering indførte en flad indkomstskat på 40 % få dage efter lagtingsvalget 2011, hvilket gav en stor skattelettelse til folk med høje indtægter, mens borgere med lave indtægter ingen skattelettelser fik. Tjodveldi og Javnaðarflokkurin ønskede at genindføre et progressivt skattesystem, mens de borgelige partier var imod dette. Fólkaflokkurin var primus motor bag indførelsen af den flade skat, men partiet argumenterede nu for skattelettelser til folk med lave indtægter, hvilket førte til, at alle partier fremkom med forslag til skattelettelser for lavindkomstgrupperne på en eller anden måde.
Homoseksuelle ægteskaber: Miðflokkurin førte sig frem som et parti, der ville frelse Færøerne fra LGBT Føroyar (LGBT-F) - den færøske afdeling af en international interesseorganisation, der arbejder for flere rettigheder til folk med anden seksuel orientering end heteroseksuel, bl.a. at homoseksuelle par kan få lov til at indgå ægteskab. Miðflokkurins formand Jenis av Rana sammenlignede flere gange under valgkampen LGBT-F med miljøorganisationen Sea Shepherd, der igen i 2015 førte en kampagne mod grindedrab på Færøerne. Han hævdede, at både Sea Shepherd og homoseksualitet er trusler mod det færøske samfund, der kommer udefra. Han sagde, at han anså LGBT-F som en endnu større trussel end Sea Shepherd, fordi Sea Shepherd generede færinger i 2-3 måneder om året, så var de væk igen, mens LGBT var en trussel mod ægteskabet og Bibelens ord hele året, og at LGBT-F udfordrer selve Vorherre. Sammenligningen mellem de to organisationer startede Jenis av Rana allerede tre uger før lagtingsvalget blev udskrevet, da han i starten af juli 2015 udtalte, at LGBT-F burde forbydes at marchere til Gay Pride kort før Ólavsøka i Tórshavns centrum, ligesom hvalfangstmodstandere havde fået forbud mod at marchere i forbindelse med Ólavsøka i 2014 i Tórshavns centrum og blev henvist til et område i Hoyvík i udkanten af hovedstaden.
Fiskekvoter: Javnaðarflokkurin, Tjódveldi og Framsókn ønskede, at landets fiskekvoter skulle sættes på auktion, mens regeringen mente kvoterne fortsat skal uddeles gratis til udvalgte personer i fiskerierhvervet. Oppositionen kritiserede, at kvotemodtagerne frit kunne sælge ("omsætte") kvoterne videre til andre og tjene tocifrede millionbeløb på dette, samt at det havde vist sig at være vanskeligt at holde udenlandsk ejerskab ude af erhvervet, idet der havde været problemer med færøske stråmænd for udenlandsk kapital. De fremhævde desuden, at kvotesystemet gjorde det vanskeligt for nye færøske aktører - herunder unge - at komme ind i fiskerierhvervet.
 
Særlig makrelkvoter har stor økonomisk betydning. Makrelkvoterne for Færøerne, EU og Norge er for året 2015 1.054.000 tons. Heraf er Færøernes andel 132.814 tons. Aftalen blev indgået i november 2014 og afsluttede den såkaldte makrelkrig mellem EU, Færøerne og Norge.
Selvstændighed: Jørgen Niclasen fra Fólkaflokkurin foreslog, at forholdet mellem Færøerne og Danmark omdannes til en såkaldt "free association" (som den der eksisterer mellem Cook Islands og New Zealand), hvor Færøerne har fuld suverænitet, og Danmark kun hjælper med de opgaver, som den færøske regering beder om. Partiet ønskede, at forhandle om en sådan ordning og efterfølgende lægge resultatet ud til folkeafstemning. Mens Tjódveldi ønskede en folkeafstemning om fuld uafhængighed i 2016 uden forudgående forhandling med Danmark.

## Meningsmålinger
Følgende syv partier opstillede ved valget:
| Parti                    | Formand             | Orientering                    |
| ------------------------ | ------------------- | ------------------------------ |
| A – Fólkaflokkurin       | Jørgen Niclasen     | Konservativt, separatistisk    |
| B – Sambandsflokkurin    | Kaj Leo Johannesen  | Liberalt, unionistisk          |
| C – Javnaðarflokkurin    | Aksel V. Johannesen | Socialdemokratisk, unionistisk |
| D – Sjálvstýrisflokkurin | Jógvan Skorheim     | Socialliberalt, separatistisk  |
| E – Tjóðveldi            | Høgni Hoydal        | Socialistisk, separatistisk    |
| F – Framsókn             | Poul Michelsen      | Liberalt, separatistisk        |
| H – Miðflokkurin         | Jenis av Rana       | Kristendemokratisk             |

### Tilslutning
| Kilde:                       |        |        |        |       |        |        |       |
| Kilde:                       | A      | B      | C      | D     | E      | F      | H     |
| ---------------------------- | ------ | ------ | ------ | ----- | ------ | ------ | ----- |
| Gallup 31. august 2015       | 18,2 % | 19,0 % | 22,9 % | 3,1 % | 19,4 % | 10,6 % | 6,8 % |
| Fynd 31. august 2015         | 20,4 % | 19,2 % | 19,3 % | 5,9 % | 16,5 % | 11,2 % | 7,4 % |
| Fynd 28. august 2015         | 20,8 % | 19,6 % | 21,3 % | 4,9 % | 18,0 % | 8,7 %  | 6,7 % |
| Fynd 20. august 2015         | 18,3 % | 21,1 % | 21,3 % | 4,2 % | 17,6 % | 11,7 % | 5,9 % |
| Fynd 6. august 2015          | 18,6 % | 19,0 % | 23,0 % | 2,9 % | 20,2 % | 11,6 % | 4,7 % |
| Fynd 22. april 2015          | 16,2 % | 19,7 % | 25,8 % | 4,3 % | 18,2 % | 11 %   | 4,8 % |
| Fynd 6. marts 2015           | 18,9 % | 18,1 % | 26,5 % | 3,1 % | 21,3 % | 6,1 %  | 5,8 % |
| Gallup 5. december 2014      | 18,9 % | 17,4 % | 28,3 % | 3,2 % | 21,3 % | 5,4 %  | 5,5 % |
| Fynd 6. november 2014        | 20,1 % | 22,4 % | 25,8 % | 2,4 % | 21,1 % | 3,3 %  | 4,8 % |
| Gallup 5.–11. september 2013 | 17,2 % | 22,1 % | 21,7 % | 4,5 % | 23,6 % | 5,7 %  | 5,2 % |
| Lagtingsvalget 2011          | 22,5 % | 24,7 % | 17,7 % | 4,2 % | 18,3 % | 6,3 %  | 6,2 % |

### Mandatfordeling
| Kilde:                       |   |   |   |   |   |   |   |
| Kilde:                       | A | B | C | D | E | F | H |
| ---------------------------- | - | - | - | - | - | - | - |
| Gallup 31. august 2015       | 6 | 6 | 8 | 1 | 6 | 4 | 2 |
| Fynd 31. august 2015         | 7 | 6 | 6 | 2 | 5 | 4 | 3 |
| Fynd 28. august 2015         | 7 | 6 | 7 | 2 | 6 | 3 | 2 |
| Fynd 20. august 2015         | 6 | 7 | 7 | 1 | 6 | 4 | 2 |
| Fynd 6. august 2015          | 6 | 6 | 8 | 0 | 7 | 4 | 2 |
| Fynd 20.–21. april 2015      | 5 | 6 | 9 | 1 | 6 | 4 | 2 |
| Fynd 6. marts 2015           | 6 | 6 | 9 | 1 | 7 | 2 | 2 |
| Gallup 5. december 2014      | 6 | 6 | 9 | 1 | 7 | 2 | 2 |
| Fynd 6. november 2014        | 7 | 7 | 9 | 0 | 7 | 1 | 2 |
| Gallup 5.–11. september 2013 | 6 | 7 | 7 | 1 | 8 | 2 | 2 |
| Lagtingsvalget 2011          | 8 | 8 | 6 | 1 | 6 | 2 | 2 |

## Resultater
- Stemmeberettigede: 36.458[36]
- Optalte stemmer: 32.374
- Blanke/ugyldige: 76/41
- Valgdeltalgelse: 88,8 %

| Parti             | Stemmer | Procent | Mandater i Lagtinget | Ændring fra 2011 (mandater) |
| ----------------- | ------- | ------- | -------------------- | --------------------------- |
| Fólkaflokkurin    | 6102    | 18,9    | 6                    | -2                          |
| Sambandsflokkurin | 6046    | 18,7    | 6                    | -2                          |
| Javnaðarflokkurin | 8093    | 25,1    | 8                    | +2                          |
| Nýtt Sjálvstýri   | 1305    | 4,1     | 2                    | +1                          |
| Tjóðveldi         | 6691    | 20,7    | 7                    | +1                          |
| Framsókn          | 2241    | 7,0     | 2                    | 0                           |
| Miðflokkurin      | 1779    | 5,5     | 2                    | 0                           |

### Top 10 over personlige stemmer
1. Aksel V. Johannesen (JF) 2405
2. Høgni Hoydal (T) 1149
3. Sonja Jógvansdóttir (JF) 1021
4. Jacob Vestergaard (FF) 966
5. Annika Olsen (FF) 961
6. Sirið Stenberg (T) 755
7. Jørgen Niclasen (FF) 699
8. Poul Michelsen (FS) 669
9. Kristina Háfoss (T) 662
10. Edmund Joensen (SB) 636

## Regeringsdannelse
Oppositionspartierne vandt valget med 19 mandater, mens regeringspartierne fik 14 mandater. Javnaðarflokkurin blev Færøernes største parti med 25,1 % af stemmerne og en fremgang på 7,3 %, hvilket gav partiet 8 mandater. Javnaðarflokkurins formand Aksel V. Johannesen satte rekord med 2405 personlige stemmer, hvilket er det højeste nogensinde til at lagtingsvalg. Som lagmand havde Kaj Leo Johannesen stadig initiativet til at danne regering, men dagen efter valgnederlaget besluttede han at gå af og dermed at give intitiativet videre til den, som partierne pegede på. Alle partiformænd var til en samtale med lagtingsformanden Jógvan á Lakjuni og sagde, hvem de pegede på som forhandlingsleder. Alle med undtagelse af Jørgen Niclasen fra Fólkaflokkurin pegede på Aksel V. Johannesen som leder af regeringsdannelsen, Niclasen pegede derimod på Tjóðveldis leder Høgni Hoydal, mens Hoydal ikke ville pege på sig selv. Ifølge Niclasen turde Hoydal ikke indgå i en bred selvstændighedsregering, men ifølge Hoydal var Niclasen kommet i sidste øjeblik og havde sagt, at han ville pege på Hoydal til at danne regering, men havde intet nævnt om en selvstændighedsregering. Hoydal fastholdt, at hans parti ville holde valgløftet om, at oppositionspartierne skulle danne regering.

### Nýtt Sjálvstýri forlod forhandlingerne
De fire partier, der havde været i opposition før valget: Javnaðarflokkurin, Tjóðveldi, Framsókn og Nýtt Sjálvstýri indledte forhandlinger om dannelse af en ny regering, og disse forhandlinger gik ifølge pressen godt indtil den 9. september, da Nýtt Sjálvstýri forlod forhandlingerne og sagde, at de ikke ville være med længere. Hovedårsagerne var ifølge Nýtt Sjálvstýris formand Jógvan Skorheim, at hans parti ønskede, at planerne om ændring af ægteskabsloven skulle lægges ud til folkeafstemning, mens de tre andre partier ikke ønskede folkeafstemning, men i stedet ønskede, at indførelsen af homoseksuelle ægteskaber skulle indgå i koalitionsaftalen og dermed være regeringens officielle politik. Nýtt Sjálvstýri var heller ikke enig med de tre partier om fiskeripolitikken og modsatte sig særlig deres forslag om, at alle fiskekvoter fremover skulle sælges på auktion. Skorheim sagde til Kringvarpið's radioavis, at det specielt var Framsókn, som Nýtt Sjálvstýri var uenig med angående reformer i fiskerierhvervet.

### Annika Olsen og Rodmundur Nielsen forlod Folkeflokken
Den 9. september 2015 forlod tidligere vicelagmand og socialminister  Annika Olsen Fólkaflokkurin og blev løsgænger. Hun fik 961 personlige stemmer, hvilket var næstflest blandt Fólkaflokkurins kandidater, idet Jacob Vestergaard fik fem stemmer flere. Ifølge Annika Olsen var hun ikke enig med den politiske linje, som partiets ledelse stod for. Hun kunne godt stå inde for det, der stod i partiets program, men det var ifølge hende ikke den politik, som partiets ledelse stod for. Kringvarp Føroya havde interview med Olsen i nyhederne klokken 10 den 10. september 2015, og da kunne hun - udover det som hun oplyste i en pressemeddelelse dagen før - fortælle, at hun var uenig med partiledelsens afgørelse om, at de enkelte kandidater til lagtingsvalget ikke blev fritstillet i sager vedrørende etiske spørgsmål - herunder homoseksuelle ægteskaber. Hun påpegede endvidere, at for nogle år siden var der et opgør om formandsposten mellem hende og Jørgen Niclasen, som Niclasen vandt, og da havde hun også overvejet at forlade partiet. Hun nævnte også, at hun som socialminister havde ønsket kommunesammenlægninger, men Fólkaflokkurin havde ikke bakket op om hendes ønske, der derfor ikke blev til noget. I interviewet sagde Olsen også, at hun endnu ikke havde taget stilling til, hvilket parti hun ville tilslutte sig, men hun forventede snart at vælge et andet parti.
Flere journalister gættede på, at hun ville vælge Framsókn, der oprindelig blev stiftet af forretningsmanden Poul Michelsen i 2011, efter at han brød ud fra Fólkaflokkurin. Framsókn er et liberalt og separatistisk parti, og Olsen hævdede i pressemeddelelsen, at Fólkaflokkurin ikke var et liberalt parti, selv om det står i partiets program. Hun sagde, at de personer i partiet, der havde støttet hende og været mere liberale end partiets ledelse, nu var ude af Lagtinget, da de ikke opnåede genvalg, og hun følte sig derfor ret ensom med sine liberale holdninger i partiet. Et andet af Folkeflokken medlemmer, Rodmundur Nielsen, der var borgmester i Runavík fra 2000-2006 og sad som suppleant i det foregående lagting, forlod også partiet godt en uge efter valget. Det kom frem samme dag, som nyheden om, at Annika Olsen forlod partiet, men ifølge Nielsen havde han allerede meldte sig ud af Fólkaflokkurin via e-mail den 8. september. 
Nielsen blev Fólkaflokkurins førstesuppleant ved 2011 og fik fast plads i lagtinget, da Fólkaflokkurin som et af regeringspartierne fik tre ministre, der efterfølgende fik orlov fra Lagtinget. Han opnåede ikke at blive valgt i 2015.

### Aksel Johannesen om regeringsdannelsen og regeringens program
Kringvarp Føroyas tv-avis Dagur og vika havde den 10. september interview med Aksel V. Johannesen, hvor han bl.a. tilbageviste Skorheims udtalelser om koalitionsaftalen. Johannesen sagde bl.a., at forhandlingerne om regeringsdannelse gik godt, og at der var blevet skrevet ca. 50 sider, som de nu arbejdede på at forkorte ned til ca. 8-10 sider, han forventede, at koalitionsaftalen ville blive klar den 11. september. Angående fiskerierhvervet, så afviste han, at kvotesystemet ville blive en del af koalitionsaftalen, som Skorheim sagde. Den nye regering ville nedsætte et arbejdsudvalg bestående af eksperter og repræsentanter for fiskerierhvervet, som skulle komme med en anbefaling til det politiske system til foråret, hvorefter anbefalingen skulle behandles politisk ved forhandlinger, hvor alle partier ville blive inviteret med, og derefter fremlægges for Lagtinget ved Ólavsøka 2016. I anbefalingen skulle der stå, at der vil være tale om en reform, og der ville blive formuleret et klart kommissorium med seks principper, som der skulle arbejdes ud fra, og der skulle tages højde for, at systemet ikke kunne ændres fra den ene dag til den anden, men i stedet skulle der være en glidende overgang til noget nyt. Meningen var ikke at inddrage de nuværende fiskeritilladelser, og de som havde disse licenser kunne beholde dem. Derimod skulle man se på rettighederne i form af fiskekvoter og fiskedage. Det skulle gøres på en sådan måde, så man ikke ville tage fundamentet væk fra de som er i erhvervet i dag. Derimod skal grundprincipperne for  Færøernes hovederhverv fastslås, og arbejdsgruppen skal se på hvordan dette kan gøres.
Aksel V. Johannesen tilbageviste Skorheims påstand om, at krav om ændringer af ægteskabsloven skulle stadfæstes i koalitionsaftalen. Der var enighed om, at ægteskabsloven ikke var en sag, der tilhørte enten regeringen eller oppositionen, men at alle lagtingsmedlemmer måtte være frit stillet til at stemme efter deres personlige overbevisning i en sag som denne. Dette var også gældende for andre sager, der kunne betegnes som etiske sager, der ville lagtingsmedlemmer ligeledes være frit stillet til at stemme efter personlig overbevisning.

### Koalitionsaftalens indhold
Den 14. september 2015 kl. 16 færøsk tid blev koalitionsaftalen mellem de tre partier Javnaðarflokkurin, Tjóðveldi og Framsókn underskrevet. Overskriften var: "Samhaldsfesti, sjálvbjargni og frælsi", hvilket betyder "Solidatitet, selvhjulpenhed og frihed". 14. september er en særlig dag for de færinger, der ønsker et selvstændigt Færøerne, fordi folkeafstemningen om løsrivelse fra Danmark i 1946, hvor et flertal stemte ja, blev afholdt den 14. september. En dato, der også lagde navn til Tjóðveldis tidligere partiavis. Både Tjóðveldi og Framsókn ønsker, at Færøerne skal være en selvstændig stat, og det præger aftalen.
Hovedpunkterne var:
- Overtagelse af udlændingeområdet, ansvaret for luftrummet over Færøerne og familie- og arveretten.[47]
- Udformning af forslag til en færøsk grundlov og efterfølgende folkeafstemning.
- Skattelettelser til folk med lave og middelstore indtægter, dvs. indtægter under ca. 30.000 kroner.
- Ændringer af fiskerierhvervet.
- Løsninger på problemet med den skæve aldersfordeling på Færøerne alvorligt i form af investeringer i tilbud til unge, bedre og flere uddannelsesmuligheder og bedre vilkår for børnefamilier.
- Øget støtte til kulturlivet.
- Investeringer i grøn energi.
- Fastfrysning af bloktilskuddet fra Danmark (som Kaj Leo Johannesens regering "optøede" ved at pristalsregulere det). Målet er, at bloktilskudet ikke skal blive højere og gerne må blive mindre.
- Udviklingsplan for sundhedsvæsenet, med adgang til de nyeste behandlingsformer.
- Nyt og bredere dækkende pensionssystem.[48][49][50]

## Lagtingets første møde
De nyvalgte lagtingsmedlemmer mødtes til det første møde i tinget den 15. september 2015 og valgte Páll á Reynatúgvu til ny lagtingsformand. Aksel V. Johannesen blev valgt til lagmand og præsenterede sin regering for lagtinget. Udover lagmandsposten fik Javnaðarflokkurin Socialministeriet til Eyðgunn Samuelsen, Kulturministeriet til Rigmor Dam og Indenrigsministeriet til Henrik Old (nedlagt 2013, men nu genetableret), dog blev dette ændret nogle dage senere, således at Olds ministerium blev omdøbt til Samfærdselsrådet, mens Sirið Stenberg fra Tjóðveldi blev sundheds- og indenrigsminister. Derudover fik Tjóðveldi vicelagmandsposten og Fiskeriministeriet til partiformand Høgni Hoydal, samt Finansministeriet til Kristina Háfoss. Framsókn fik et nydannet Udenrigs- og Erhvervsministerium til partiformand Poul Michelsen, dog fandtes begge ministerier før som selvstændige enheder (Udenrigsministeriet kun 2008-11).
For første gang i Færøernes politiske historie var der ligestilling i landsstyret, der nu bestod af fire kvinder og fire mænd.

### Forslag om samkønnede ægteskaber
Sonja Jógvansdóttir meddelte, at hun ville indleverede et lovforslag om indførelse af ægteskabelig ligestilling for par med samme køn (dvs. borgerligt ægteskab for homoseksuelle) samme dag som lagtinget havde sit første møde, hun besluttede dog at vente i ni dage, da der var andre som ønskede at være medforslagsstillere.
Om aftenen den 15. september meddelte Jógvansdóttir, at hun forlod Javnaðarflokkurins lagtingsgruppe, fordi hun ikke ville være med i en gruppe, der blokerede for, at homoseksuelle ægteskaber blev en del af regeringsgrundlaget. Hun støtter dog fortsat regeringen og dens øvrige politik, og udgør dermed en del af dens parlamentariske grundlag.
Den 24. september 2015 indsendte Sonja Jógvansdóttir og tre kvinder fra hver af de tre regeringspartier et forslag om ændringer af ægteskabsloven. De tre medforslagsstillere var Bjørt Samuelsen fra Tjóðveldi, Kristianna Winther Poulsen fra Javnaðarflokkurin og Hanna Jensen fra Framsókn. Forslaget forventes at blive forelagt tinget i begyndelsen af oktober 2015.

## Udvalgspladserne fordeles
Den 17. september 2015 blev Lagtingets 45 udvalgspladser fordelt mellem partier. Nýtt Sjálvstýri og løsgængeren Sonja Jógvansdóttir indgik i et valgforbund med regeringspartierne, dermed blev stillingen mellem refereringen og dens allierede og højrefløjen 20/13, hvilket betød, at de to store borgerlige oppositionspartier imod sædvane ikke fik nogen formandsposter. Ved åbningen af mødet læste lagtingsformanden et brev fra Annika Olsen højt, hvori hun bekendtgjorde, at hun nu var medlem af Framsókn. Dermed var regeringen igen en flertalsregering, efter i én dag at have været Færøernes første mindretalsregering, efter Sonja Jógvansdóttir forlod Javnaðarflokkurin. Annika Olsen fik til gengæld Lagtingets mest eftertragtede formandspost, idet hun blev formand for finansudvalget. Kvinderne, som ikke plejer at få ret mange betydningsfulde poster i Lagtinget, fik denne gang fem formandsposter: Ud over Annika Olsen, der blev formand i finansudvalget, blev Annita á Fríðriksmørk fra Tjóðveldi formand for Udlandsudvalget, Hanna Jensen blev formand for Kulturudvalget, Katrin Kallsberg fra Tjóðveldi blev formand for Velfærdsudvalget, og hun blev endvidere formand for Lokalnævnet. Mandlige lagtingsmedlemmer fra regeringspartierne og Nýtt Sjálvstýri blev formænd for de resterende udvalg: Bjarni Hammer fra Javnaðarflokkurin  blev formand for Erhvervsudvalget, Kristin Michelsen fra Javnaðarflokkurin blev formand for Retsudvalget, Bárður Kass Nielsen fra Nýtt Sjálvstýri blev formand for landstyrekontroludvalget, Kári P. Højgaard fra Nýtt Sjálvstýri blev formand for Færøernes delegation til Vestnordisk Råd (Island, Grønland, Færøerne), Jónleif Johannesen fra Javnaðarflokkurin blev formand for Lagtingets revisorer.

### Mindretalsregering på ny
Regeringens genvundne status som flertalsregering varede kun i knap fire dage. Den 20. september 2015 meddelte Annika Olsen, at hun pga. utrolig stort personligt pres, herunder trusler, valgte at forlade Framsókn igen og frasige sig formandsposten i finansudvalget. Hun søgte orlov fra Lagtinget på ubestemt tid og rejste til udlandet med sin familie på ferie. Annika Olsens suppleant Joen Magnus Rasmussen fra Folkáflokkurin overtog derefter hendes plads i tinget.
Der var stor diskussion om, hvem der så havde ret til at overtage formandsposten i finansudvalget, men lagtingsformand, Páll á Reynatúgvu kom efter at have rådført sig med lagtingets administration frem til, at formandsposten stadig tilhørte Framsókn. Den 30. september 2015 blev Ruth Vang formelt valgt til formand for finansudvalget, mens Sonja Jógvansdóttir blev hendes suppleant. Annika Olsen har orlov indtil slutningen af oktober 2015.

## Stemmefordeling efter valgsted og parti
Der var 58 valgsteder på Færøerne ved lagtingsvalget 2015, mens der ved lagtingsvalget 2011 var 60. Valgstederne i de to små bygder Gásadalur og Bøur på øen  Vágar (Vågø) er nedlagt, og folk derfra stemmer nu i Sørvágur. Det største valgsted var Tórshavn, som inkluderer Hoyvík, men ikke forstaden Argir, der har eget valgsted. Klaksvík var det næststørste valgsted. Næsten alle valgsteder har samme navn som en by eller bygd, men to valgsteder har navn efter en skole. Fossanes er skolen i Hvannasund kommune, der er valgsted for bygderne Hvannasund, Norðdepil, Norðtoftir og Depil, der ligger på øerne Borðoy og Viðoy, disse øer er forbundet med en dæmning mellem Norðdepil og Hvannasund. Den anden skole er Giljanes Skole, der ligger mellem Miðvágur og Sandavágur i Vága kommune på Vágar.
Forkortelser:
- FF = Fólkaflokkurin
- SB = Sambandsflokkurin
- JF = Javnaðarflokkurin
- NS = Nýtt Sjálvstýri
- T = Tjóðveldi
- FS = Framsókn
- MF = Miðflokkurin

| Sted            | FF stemmer | FF % | SB stemmer | SB % | JF stemmer | JF % | NS stemmer | NS % | T stemmer | T %  | FS stemmer | FS % | MF stemmer | MF % |
| --------------- | ---------- | ---- | ---------- | ---- | ---------- | ---- | ---------- | ---- | --------- | ---- | ---------- | ---- | ---------- | ---- |
| Landsresultat   | 6.102      | 18,9 | 6.046      | 18,7 | 8.093      | 25,1 | 1.305      | 4,1  | 6.691     | 20,7 | 2.241      | 7,0  | 1.779      | 5,5  |
| Hovedstaden     | 1.655      | 13,5 | 1.769      | 14,4 | 3.322      | 27,0 | 248        | 2,0  | 3.179     | 25,8 | 1.451      | 11,8 | 678        | 5,5  |
| Øvr. Streymoy   | 484        | 16,2 | 574        | 19,2 | 772        | 25,9 | 71         | 2,4  | 713       | 23,9 | 253        | 8,5  | 118        | 4,0  |
| Eysturoy        | 1.316      | 18,7 | 1.945      | 27,6 | 1.280      | 18,1 | 575        | 8,1  | 1.082     | 15,3 | 382        | 5,4  | 476        | 6,7  |
| Klaksvík        | 1.040      | 32,4 | 499        | 15,6 | 705        | 22,0 | 276        | 8,6  | 456       | 14,2 | 66         | 2,1  | 166        | 5,2  |
| Øvr. Nordoyar   | 285        | 38,2 | 93         | 12,4 | 135        | 18,1 | 43         | 5,8  | 114       | 15,3 | 22         | 2,9  | 55         | 7,4  |
| Suðuroy         | 566        | 18,1 | 480        | 15,4 | 1.335      | 42,7 | 29         | 0,9  | 574       | 18,4 | 26         | 0,8  | 116        | 3,7  |
| Vágar           | 521        | 26,6 | 460        | 23,5 | 440        | 22,5 | 56         | 2,9  | 317       | 16,2 | 63         | 3,2  | 102        | 5,2  |
| Sandoy          | 235        | 26,9 | 226        | 25,9 | 104        | 11,9 | 7          | 0,8  | 256       | 29,3 | 18         | 2,1  | 28         | 3,2  |
| Argir           | 195        | 14,6 | 207        | 15,5 | 366        | 27,5 | 26         | 2,0  | 306       | 23,0 | 153        | 11,5 | 80         | 6,0  |
| Árnafjørður     | 15         | 41,7 | 4          | 11,1 | 2          | 5,6  | 1          | 2,8  | 10        | 27,8 | 0          | 0,0  | 4          | 11,1 |
| Dalur           | 3          | 11,1 | 2          | 7,4  | 20         | 74,1 | 0          | 0,0  | 2         | 7,4  | 0          | 0,0  | 0          | 0,0  |
| Eiði            | 73         | 16,2 | 86         | 19,1 | 80         | 17,8 | 22         | 4,9  | 129       | 28,7 | 25         | 5,6  | 35         | 7,8  |
| Elduvík         | 3          | 23,1 | 3          | 23,1 | 6          | 46,2 | 0          | 0,0  | 1         | 7,7  | 0          | 0,0  | 0          | 0,0  |
| Fámjin          | 8          | 10,7 | 19         | 25,3 | 29         | 38,7 | 0          | 0,0  | 19        | 25,3 | 0          | 0,0  | 0          | 0,0  |
| Fossanes        | 91         | 35,4 | 37         | 14,4 | 48         | 18,7 | 10         | 3,9  | 38        | 14,8 | 3          | 1,2  | 30         | 11,7 |
| Fuglafjørður    | 211        | 21,4 | 220        | 22,3 | 260        | 26,3 | 18         | 1,8  | 204       | 20,7 | 45         | 4,6  | 29         | 2,9  |
| Funningsfjørður | 9          | 20,5 | 2          | 4,5  | 9          | 20,5 | 2          | 4,5  | 12        | 27,3 | 5          | 11,4 | 5          | 11,4 |
| Funningur       | 7          | 16,7 | 6          | 14,3 | 10         | 23,8 | 7          | 16,7 | 7         | 16,7 | 3          | 7,1  | 2          | 4,8  |
| Giljanes        | 328        | 25,9 | 291        | 23,0 | 280        | 22,2 | 42         | 3,3  | 220       | 17,4 | 42         | 3,3  | 61         | 4,8  |
| Gjógv           | 8          | 29,6 | 6          | 22,2 | 2          | 7,4  | 0          | 0,0  | 8         | 29,6 | 0          | 0,0  | 3          | 11,1 |
| Gøta            | 213        | 28,9 | 124        | 16,8 | 136        | 18,5 | 43         | 5,8  | 117       | 15,9 | 63         | 8,5  | 41         | 5,6  |
| Haldórsvík      | 7          | 5,6  | 19         | 15,2 | 56         | 44,8 | 12         | 9,6  | 13        | 10,4 | 15         | 12,0 | 3          | 2,4  |
| Haraldssund     | 7          | 15,9 | 5          | 11,4 | 7          | 15,9 | 2          | 4,5  | 18        | 40,9 | 5          | 11,4 | 0          | 0,0  |
| Hattarvík       | 6          | 50,0 | 0          | 0,0  | 2          | 16,7 | 1          | 8,3  | 3         | 25,0 | 0          | 0,0  | 0          | 0,0  |
| Hellurnar       | 0          | 0,0  | 4          | 30,8 | 5          | 38,5 | 1          | 7,7  | 3         | 23,1 | 0          | 0,0  | 0          | 0,0  |
| Hestur          | 1          | 6,7  | 3          | 20,0 | 6          | 40,0 | 0          | 0,0  | 4         | 26,7 | 0          | 0,0  | 1          | 6,7  |
| Hósvík          | 21         | 10,1 | 38         | 18,4 | 67         | 32,4 | 8          | 3,9  | 39        | 18,8 | 21         | 10,1 | 13         | 6,3  |
| Hov             | 8          | 11,3 | 14         | 19,7 | 38         | 53,5 | 2          | 2,8  | 7         | 9,9  | 1          | 1,4  | 1          | 1,4  |
| Húsar           | 1          | 2,9  | 10         | 29,4 | 14         | 41,2 | 1          | 2,9  | 4         | 11,8 | 4          | 11,8 | 0          | 0,0  |
| Húsavík         | 33         | 55,0 | 13         | 21,7 | 5          | 8,3  | 0          | 0,0  | 7         | 11,7 | 2          | 3,3  | 0          | 0,0  |
| Hvalba          | 145        | 34,4 | 76         | 18,1 | 122        | 29,0 | 3          | 0,7  | 53        | 12,6 | 4          | 1,0  | 18         | 4,3  |
| Hvalvík         | 65         | 21,2 | 72         | 23,5 | 75         | 24,5 | 9          | 2,9  | 48        | 15,7 | 20         | 6,5  | 17         | 5,6  |
| Kaldbak         | 42         | 27,1 | 13         | 8,4  | 21         | 13,5 | 9          | 5,8  | 41        | 26,5 | 11         | 7,1  | 18         | 11,6 |
| Kirkja          | 4          | 17,4 | 6          | 26,1 | 1          | 4,3  | 10         | 43,5 | 1         | 4,3  | 0          | 0,0  | 1          | 4,3  |
| Kollafjørður    | 132        | 21,7 | 111        | 18,2 | 168        | 27,6 | 11         | 1,8  | 122       | 20,0 | 41         | 6,7  | 24         | 3,9  |
| Kunoy           | 3          | 6,4  | 4          | 8,5  | 17         | 36,2 | 5          | 10,6 | 15        | 31,9 | 1          | 2,1  | 2          | 4,3  |
| Kvívík          | 31         | 8,9  | 76         | 21,8 | 103        | 29,5 | 10         | 2,9  | 87        | 24,9 | 34         | 9,7  | 8          | 2,3  |
| Leirvík         | 125        | 22,4 | 110        | 19,7 | 120        | 21,5 | 19         | 3,4  | 110       | 19,7 | 37         | 6,6  | 37         | 6,6  |
| Lopra           | 21         | 29,6 | 7          | 9,9  | 19         | 26,8 | 0          | 0,0  | 15        | 21,1 | 1          | 1,4  | 8          | 11,3 |
| Mikladalur      | 11         | 34,4 | 0          | 0,0  | 4          | 12,5 | 2          | 6,3  | 12        | 37,5 | 1          | 3,1  | 2          | 6,3  |
| Mykines         | 2          | 18,2 | 4          | 36,4 | 1          | 9,1  | 1          | 9,1  | 3         | 27,3 | 0          | 0,0  | 0          | 0,0  |
| Nólsoy          | 19         | 13,6 | 14         | 10,0 | 39         | 27,9 | 1          | 0,7  | 38        | 27,1 | 23         | 16,4 | 6          | 4,3  |
| Oyndarfjørður   | 12         | 11,4 | 28         | 26,7 | 23         | 21,9 | 8          | 7,6  | 21        | 20,0 | 8          | 7,6  | 5          | 4,8  |
| Oyrarbakki      | 42         | 11,5 | 126        | 34,6 | 91         | 25,0 | 16         | 4,4  | 56        | 15,4 | 29         | 8,0  | 4          | 1,1  |
| Porkeri         | 43         | 19,6 | 28         | 12,8 | 101        | 46,1 | 2          | 0,9  | 22        | 10,0 | 1          | 0,5  | 22         | 10,0 |
| Runavík         | 355        | 19,5 | 528        | 29,1 | 215        | 11,8 | 306        | 16,9 | 159       | 8,8  | 58         | 3,2  | 195        | 10,7 |
| Sandur          | 146        | 40,1 | 29         | 8,0  | 33         | 9,1  | 2          | 0,5  | 143       | 39,3 | 6          | 1,6  | 5          | 1,4  |
| Sandvík         | 12         | 18,2 | 8          | 12,1 | 26         | 39,4 | 1          | 1,5  | 17        | 25,8 | 2          | 3,0  | 0          | 0,0  |
| Skálabotnur     | 3          | 4,6  | 7          | 10,8 | 14         | 21,5 | 1          | 1,5  | 29        | 44,6 | 1          | 1,5  | 10         | 15,4 |
| Skálavík        | 21         | 22,3 | 22         | 23,4 | 20         | 21,3 | 1          | 1,1  | 27        | 28,7 | 2          | 2,1  | 1          | 1,1  |
| Skáli           | 58         | 13,5 | 119        | 27,7 | 104        | 24,2 | 36         | 8,4  | 64        | 14,9 | 15         | 3,5  | 34         | 7,9  |
| Skopun          | 28         | 9,5  | 146        | 49,3 | 24         | 8,1  | 3          | 1,0  | 67        | 22,6 | 6          | 2,0  | 22         | 7,4  |
| Skúvoy          | 4          | 12,1 | 14         | 42,4 | 2          | 6,1  | 1          | 3,0  | 10        | 39,3 | 2          | 6,1  | 0          | 0,0  |
| Strendur        | 74         | 12,1 | 224        | 36,5 | 110        | 17,9 | 43         | 7,0  | 73        | 11,9 | 22         | 3,6  | 68         | 11,1 |
| Sumba           | 17         | 10,0 | 20         | 11,8 | 70         | 41,2 | 5          | 2,9  | 56        | 32,9 | 0          | 0,0  | 2          | 1,2  |
| Svínoy          | 8          | 38,1 | 3          | 14,3 | 2          | 9,5  | 1          | 4,8  | 6         | 28,6 | 0          | 0,0  | 1          | 4,8  |
| Sørvágur        | 191        | 27,9 | 165        | 24,1 | 159        | 23,2 | 13         | 1,9  | 94        | 13,7 | 21         | 3,1  | 41         | 6,0  |
| Tjørnuvík       | 2          | 3,9  | 6          | 11,8 | 23         | 45,1 | 4          | 7,8  | 11        | 21,6 | 3          | 5,9  | 2          | 3,9  |
| Toftir          | 123        | 15,5 | 352        | 44,5 | 95         | 12,0 | 53         | 6,7  | 89        | 11,3 | 31         | 3,9  | 48         | 6,1  |
| Tórshavn        | 1.460      | 13,3 | 1.562      | 14,2 | 2.956      | 26,9 | 222        | 2,0  | 2.873     | 26,2 | 1.298      | 11,8 | 598        | 5,5  |
| Tvøroyri        | 168        | 14,5 | 111        | 9,6  | 669        | 57,6 | 12         | 1,0  | 150       | 12,9 | 12         | 1,0  | 39         | 3,4  |
| Vágur           | 144        | 16,5 | 197        | 22,6 | 261        | 29,9 | 4          | 0,5  | 235       | 26,9 | 5          | 0,6  | 25         | 3,0  |
| Velbastaður     | 18         | 9,6  | 20         | 10,6 | 33         | 17,6 | 1          | 0,5  | 87        | 46,3 | 24         | 12,8 | 5          | 2,7  |
| Vestmanna       | 146        | 17,4 | 202        | 24,0 | 181        | 21,5 | 6          | 0,7  | 223       | 26,5 | 61         | 7,3  | 21         | 2,5  |
| Viðareiði       | 139        | 57,7 | 24         | 10,0 | 38         | 15,8 | 10         | 4,1  | 7         | 2,9  | 8          | 3,3  | 15         | 6,2  |

kilde: Løgtingsval 1. september 2015

## Kommentar til valgresultatet
Valgresultatet afspejler både partiernes historiske styrkeforhold og nyere tendenser, samt betydningen af stærke lokale kandidater. Såvel ensidig erhvervsstruktur, som tradition og populære lokale kandidater kan bidrage til meget høje stemmetal for et parti fra et bestemt valgsted. Både Fólkaflokkurin og Javnaðarflokkurin havde således tre valgsteder med over 50%, mens det lille parti Nýtt Sjálvstýri fik 43,5% af stemmerne i Kirkja på Fugloy i Nordoyar, hvor Zachariassen-familien, der har været central i partiets historie, stammer fra. Den højeste stemmeandel var 71,5% til Javnaðarflokkurin i Dalur på Sandoy, hvor den lokale lærer og fagforeningsmand Jónleif Johannesen har stor opbakning.

### Lokale kandidater
Det er vigtigt for mange indbyggere i bygderne at få kandidater fra netop deres ø valgt, samtidig med at indbyggerne i Tórshavn generelt foretrækker at stemme på folk fra hovedstadsområdet, da de frygter bygde-politikere vil være for fokuseret på lokale særinteresser. Partier der opstiller stærke lokale kandidater kan derfor tiltrække mange stemme, og visse områder, som f.eks. øen Sandoy, svinger en del fra valg til valg.
Lokale kandidater kan f.eks. love vælgerne, at de vil arbejde hårdt for at skaffe en ny tunnel. Eksempelvis lovede Kristin Michelsen fra Javnaðarflokkurin i 2011 og igen i 2015, at han vil skaffe Hvalba på det nordlige Suðuroy en ny tunnel. Hvalba har ellers traditionelt stemt borgerligt og er kendt for at have et stærkt erhvervsliv med flere trawlere, egen fiskefabrik og andre virksomheder som f.eks. trawlfabrikken Bergið, men Færøernes ældste tunnel, der er bygdens eneste forbindelse til resten af Færøerne, via Trongisvágur og Tvøroyri, er en forhindring for trivsel i bygden og for vækst i erhvervslivet, da der ofte opstår trafikprop i tunnelen, og stiller også særlige udfordringer for erhvervslivet, der hvert år skal transportere mellem 5000 og 8000 tons fisk gennem den lave og trange tunnel. De må bruge en specialbygget transportbil til formålet. Turistbusser må også være særlig lave, da tunnelen kun er 3 meter høj. På Selve valgaftenen i 2011 udtalte Kristin Michelsen, der blev valgt i Lagtinget for første gang, at han ville have en ny tunnel til Hvalba, og hvis han ikke fik det, så var han parat til at fælde en regering, hvis hans parti kom i regering. Politiske iagttagere mente, at den udtalelse måske var medvirkende til, at Javnaðarflokkurin endte i opposition. Som oppositionspolitiker fik Michelsen ikke gjort meget med tunnelen til Hvalba, og i stedet prioriterede Kaj Leo Johannensens regering at bygge en ny tunnel til bygden Viðareiði på Viðoy, der er Færøernes nordligste bygd. Det løste dog ikke bygdens samfærdselsproblemer, da de stadig skal igennem to gamle tunneler for at komme ned til Klaksvík og resten af Færøerne. Disse tunneler kaldes "tunnelerne nord om bjerget" (Tunnlarnir norður um fjall). Efter valget i 2015 har to fra Javnaðarflokkurin, der begge kommer fra Suðuroy, sat sig tungt på tunnelsager, idet Henrik Old er blevet samfærdselsminister og Kristin Michelsen er blevet formand for Retsudvalget, som bl.a. har ansvaret for tunneler. Folk fra Nordoyar har efter valget forsøgt at lægge pres på politikerne ved at lægge billeder og videoer fra trafikpropper ved tunnelerne nord om bjerget ud på nettet, men Michelsen har sagt, at det bliver ikke med ham som formand i Retsudvalget, at "tunnelerne nord om bjerget" får højere prioritet end en ny tunnel til Hvalba. Michelsen fik 71 stemmer fra vælgere i Hvalba i 2011 og i 2015 fik han 36 stemmer, mens de to andre kandidater fra Suðuroy fik 14 stemmer hver. Folkáflokkurin står meget stærk i bygden Viðareiði med 57,7% af alle stemmerne og 54,5% i 2011, og  forhenværende lagmand Anfinn Kallsberg fra Fólkaflokkurin kommer fra bygden. I Hvalba har Folkáflokkurin også været det største parti ved valgene i 2008, 2011 og 2015 med 34-35% af stemmerne, langt de fleste på Jacob Vestergaard, der kommer fra øen. I samme periode har Javnaðarflokkurin været næststørste parti i Hvalba med 23,9% i 2008 og 29% i 2015.

### Fólkaflokkurin
Fólkaflokkurins kernevælgere er erhvervsfolk, redere, fiskere, sømænd og deres familier samt andre folk med tilknytning til fiskeriet, samtidig står det som et markant selvstyreparti bedst i områder, hvor de fleste borgerlige er selvstyrefolk. Partiet fik sit klart bedste resultatet i den traditionelle højborg Norðoyar, men en del svagere i Klaksvík end i bygderne. Vágar og Sandoy lå omkring 20% over landsgennemsnittet, mens Suðuroy og Eysturoy var meget tæt på landsresultatet. Fólkaflokkurin har historisk set stået stærkt i det nordlige Streymoy, men efterhånden som flere arbejder i Tórshavn har dette ændret sig, og partiet fik ved dette valg en markant svagere tilslutning på hele Streymoy end i resten af landet med Tórshavnsområdet som det dårligste. Annika Olsen var den eneste kandidat fra Tórshavn, der opnåede valg. I 1980'erne klarede Fólkaflokkurin sig markant bedre i Suðuroystreymoy end det gør i det 21. århundrede. Fra 1980 til 1984 havde partiet to lagtingsmedlemer fra Suðurstreymoy, og fra 1984 til 1988 havde partiet 3 lagtingsmedlemmer fra Suðurstreymoy, bl.a. Óli Breckmann.

### Sambandsflokkurin
Som det eneste borgerlige unionistparti har Sambandsflokkurin en ret bred vælgerbasis, og er ikke afhængig af en enkelt erhvervsgruppe. Det står stærkest i områder, hvor opbakningen til rigsfælleskabet traditionelt har været høj, som Eysturoy og Vágar.
Partiet tabte valget efter syv år ved magten og to skandalesager, den ene hvor lagmand Kaj Leo Johannesen blev afsløret i gentagne gange og bevidst at have løjet for lagtinget, hvilket førte til to (fejlslagne) forsøg på at fælde ham ved et mistillidvotum i hhv. 2013 og 2015. Den anden skandale var SSL-sagen, hvor erhversminister Johan Dahl nægtede tilstrækkelig bevilling til det offentlige transportselskab Strandfaraskip Landsins, som han havde ansvaret for og samtidig nægtede ledelsen at iværksætte nødvendige besparelser som f.eks. at sætte billetpriserne op eller at mindske om antallet af færgeafgange. Ledelsen blev ofret, men ministeren overlevede et mistillidsvotum. Dahl genopstillede ikke op til valget i 2015, mens Kaj Leo Johannesen tabte et rekordhøjt antal personlige stemmer, idet han mistede 1373 i forhold til valget i 2011.
Sambandsflokkurin gik tilbage overalt, men klarede sig relativt bedst i sine kerneområder samt på Sandoy, hvor den tidligere socialdemokrat Gerhard Lognberg er populær. Det fik sit bedste resultat i partiets traditionelle højborg Eysturoy med ca 1,5 gange landsgennemsnittet, og det tredjebedste på Vágar, der også historisk set har været et stærkt område for partiet. Sambandsflokkurin fik sit næstdårligste resultat i Tórshavnsområdet, der var endnu svagere end resten af Streymoy, mens bygderne på Nordoyar, hvor de fleste er selvstyrefolk, fortsat er partiets dårligste region med en opbakning på under 2/3 af gennemsnittet.Det gode resultat på Sandoy skyldes primært den tidligere socialdemokrat Gerhard Lognberg, der skiftede til Sambandsflokkurin i forrige valgperiode.

### Javnaðarflokkurin
Partiets ubestridte højborg er siden dets grundlæggelse Suðuroy, hvor JF ved dette valg fik over 60% større opbakning end landsgennemsnittet. Det ligger også over gennemsnittet på Streymoy med ca. lige stor opbakning i Tórshavn og bygderne, mens Klaksvík og Vágar lå omkring 10% under gennemsnittet. De borgerligt dominerede områder Eysturoy og bygderne på Norðoyar er markant svagere; allesvagest er resultatet dog på Sandoy, hvor JF fik under halvdelen af landsresultatet, hvilket formentlig primært skyldes, at venstreorienterede på Sandoy foretrak den lokale lagtingsmand Páll á Reynatúgvu fra Tjóðveldi, og at vælgere fra Skopun fortsat stemte på bysbarnet Gerhard Lognberg, selvom han i 2013 skiftede fra Javnaðarflokkurin til det borgerlige unionistparti Sambandsflokkurin.

### Tjóðveldi
Partiets bedste resultat var Sandoy med ca. 45% over gennemsnittet, hvor den lokale lagtingsmand Páll á Reynatúgvu trak mange stemmer. Derudover har partiet sin stærkeste opbakning i  hovedstadsområdet, hvor det denne gang fik en fjerdedel mere end gennemsnittet, mens resten af Streymoy også lå 10% over gennemsnittet. Suðuroy, hvor de fleste venstreorienterede stemmer på JF, lå ca. 10% under, dog lå Vágur godt 6% over landsgennemsnittet, hvilket skyldes den lokale stemmesluger Sirið Stenberg, der fik 198 stemmer i hjembygden. De konservative områder Eysturoy, Vágar og Norðoyar er partiets svageste med en opbakning ca. en fjerdedel under gennemsnittet. Siden den markante værdikonservative politiker Karsten Hansen i 2008 gik over til Miðflokkurin, har Tjóðveldi stået svagt på Norðoyar, der ellers tidligere har været et godt område for partiet pga. dets stærke selvstyretradition. Tjóðveldi var denne gang allersvagest i Klaksvík. Siden værdipolitik i form af f.eks. ligestilling af homoseksuelle har holdt sit indtog som et vigtigt tema i færøsk politik, har Tjóðveldi generelt tabt opbakning i de mere kulturelt konservative dele af Færøerne, og på trods af et godt valg denne gang blev der ikke ændret på dette billede.

### Nýtt Sjalvstýri
Det lille parti har en meget ujævn opbakning. Partiet har i de senere år været præget, at flere markante skikkelser har forladt det. De økonomisk liberale er gået til Framsokn og værdiliberale Tórshavn akademikere, som fx den tidligere partiformand Helena Dam á Neystabø, er gået til JF. Dette har gjort, at partiet er domineret af værdikonservative bygde- og udkantspolitikere fra den nordøstlige del af landet, hvilket afspejler sig i valgresultatet. Partiets højborge er i nyere tid Eysturoy og Norðoyar. Denne gang toppede Nýtt Sjalvstýri i Klaksvík, hvor formanden Jógvan Skorheim er borgmester. Her fik de over dobbelt så høj en andel som landsgennemsnittet. Bygderne på Norðoyar var derimod ca. 20% svagere end Eysturoy. Det fik en fjerdedel under landsgennemsnittet på Vágar og i Streymoy-bygderne, og kun halvdelen i hovedstadsområdet på trods af markante kandidater som Bjørn á Heygum og Zakarias Wang. Suðuroy er partiets klart ringeste region med kun en femtedel af landsgennemsnittet, men det står generelt svagt i hele den sydlige del af landet.

### Framsókn
Partiet ønsker centralisering af den offentlig service, er værdiliberalt og har som et nystiftet parti ikke en udbygget partiorganisation i udkantsområderne. Disse faktorer medfører, at Framsókn er et udpræget "center"-parti og fik sit bedste resultat på omkring 70% over gennemsnittet i Tórshavn og var næststærkest på det øvrige Streymoy, hvor resultatet lå ca. 30% over landsresultatet. Resten af landet er under gennemsnittet. Eysturoy er næstbedste ø (men dog over 20% under), herefter følger Vágar og Norðoyar-bygderne med ca. 60% under gennemsnittet og Sandoy og Klaksvík med ca. 70% under gennemsnittet. Grundlæggede bliver Framsókn svagere jo længere ud i periferien man kommer med det klart svageste resultatet på Suðuroy med kun lidt over 10% af gennemsnittet. Selvom Klaksvik bryder dette mønster og er svagere for partiet end Norðoyar-bygderne

### Miðflokkurin
Partiets politik bygger på en bogstavtro og traditionel udlægning af Bibelens ord, og dets kernevælgere er de ca. 20% af Færøernes befolkning, der er medlemmer af Indre Mission og pinsekirken, eller tilknyttet Brødremenigheden og andre frikirker som f.eks. Keldan i Skálabotnur på Eysturoy og Frelsens Hær. Miðflokkurin er grundlæggende stærkest i nord og bliver svagere jo længere sydpå man kommer - men der er mange undtagelser. Dets absoluttet højborg er i dag Norðoyar-bygderne, hvor det ligger over 50% over gennemsnittet. Dernæst følger Eysturoy med 20% over. Hovedstadsområdet, Klaksvík og Vágar ligger lige omkring gennemsnittet, mens det øvrige Streymoy ligger ca. 10% under. Partiets opbakning er svag i det sydlige Færøerne med ca. 30% under gennemsnittet på Suðuroy og 40% under på Sandoy. Norðoyar-bygderne og Skálafjørður-området på Eysturoy er Færøernes bibelbælte, men enkelte bygder i det sydlige Suðuroy, som Lopra og Porkeri, har også mange kristne fundamentalister uden at det indvirker på resultatet for øen. Midflokkurin ligger på gennemsnittet i hovedstaden, hvor partiformanden Jenis av Rani er kommunelæge, og Tórshavn er bedre for partiet end resten af Streymoy, hvilket formentlig skyldes en kombination af stærke frimenigheder og religiøse tilflyttere fra bygderne. Tórshavn-området var tidligere en højborg for partiet, men dette er ikke længere tilfældet. Mens Nordoyar er blevet et meget stærkt område for Midflokkurin, efter at den markante værdikonservative Tjóðveldi-politiker Karsten Hansen i 2008 gik over til partiet.